# Cementiri Central de Bogotà
El Cementiri Central de Bogotà és el cementiri més antic de la ciutat de Bogotà, Colòmbia. Va ser construït per Pío Domínguez i Nicolás León, segons els plànols de Domingo Esquiaqui i posat en servei el 1836 pel governador Rufino Corb, sota la presidència de Francisco de Paula Santander. La portada va ser obra de Julián Lombana el 1905, alguns dels mausoleus han estat construïts per escultors com Pietro Tenerani i Césare Sighinolfi. El cementiri està situat al barri Santa Fe (Los Mártires), enfront de l'Avinguda El Dorado amb la carrera 20. Pel seu significat històric, valor arquitectònic i cultural va ser declarat Monument Nacional pel decret 2390 del 26 de setembre de 1984.
Està situat entre els carrers 24 i 26 i des de la transversal 17 fins a la carrera 22, en la localitat de Los Martires de Bogotà. El cementiri es va construir contigu a les instal·lacions de la Legió britànica que va donar suport a la independència, atorgades el 1829 i que posteriorment es van destinar al cementiri dels súbdits anglesos. El conjunt es divideix en tres zones, denominades globus i identificades amb lletres de la següent manera: el globus A constitueix el sector antic del cementiri, el globus B és el sector on es troben les voltes i el globus C eren fosses comunes. i actualment és el Parc El Renacimiento. La transversal 20 i la carrera 22 es troben enmig dels tres globus que conformen el cementiri.

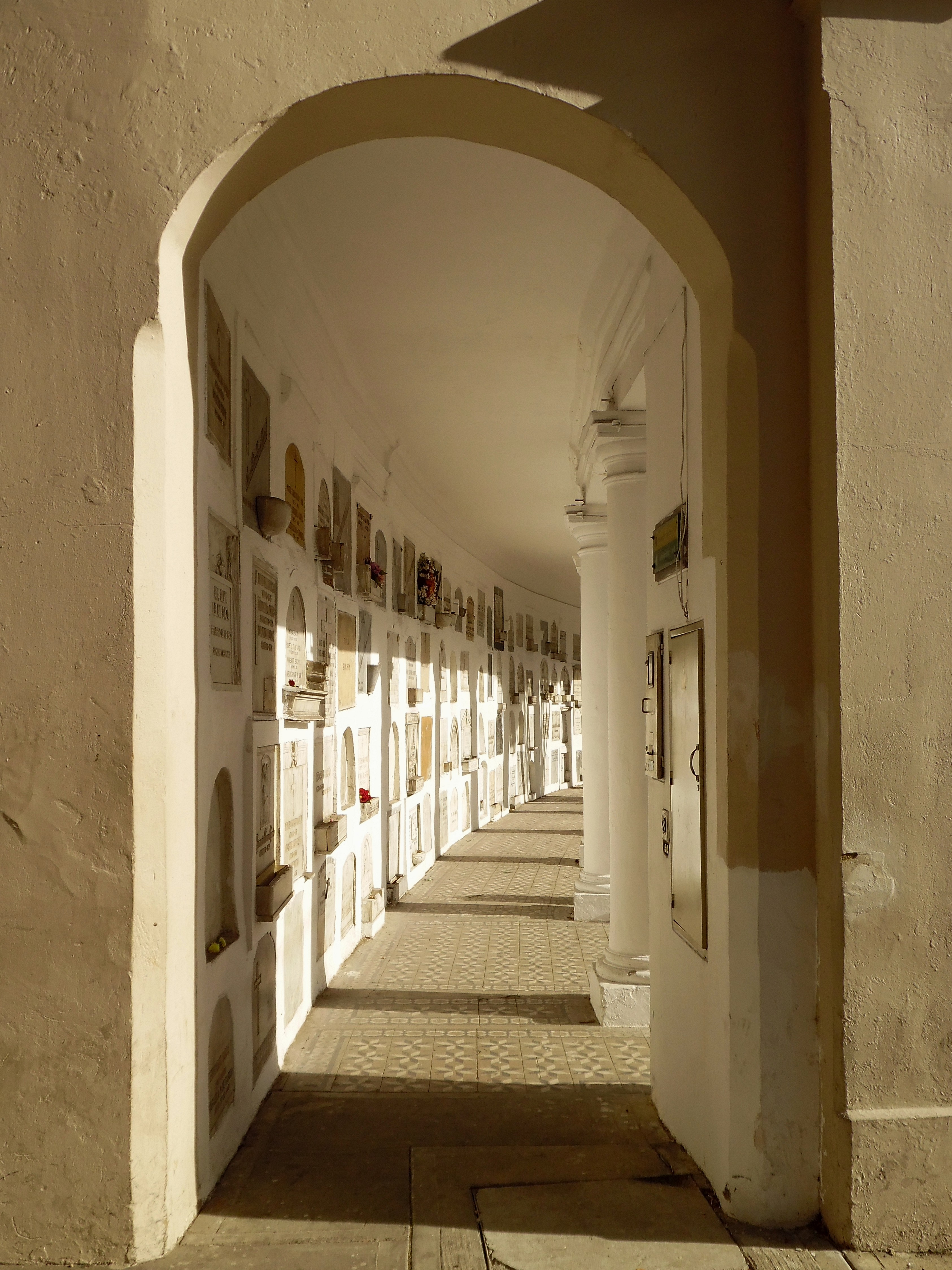
Galeries del cementiri.